# کراس‌رودز (تنسی)
کراس‌رودز (به انگلیسی: Crossroads) یک منطقهٔ مسکونی در ایالات متحده آمریکا است که در شهرستان هاردین، تنسی واقع شده‌است. کراس‌رودز ۱۶۷٫۹۵ متر بالاتر از سطح دریا واقع شده‌است.